# Monhystera collaris
Monhystera collaris är en rundmaskart som beskrevs av Nikolai Nikolaievich Filipjev 1922. Monhystera collaris ingår i släktet Monhystera och familjen Monhysteridae. Inga underarter finns listade i Catalogue of Life.